# Iza Kozłowska-Berson
Izabela Józefa Kozłowska-Berson, z domu Buczyńska (ur. 20 maja 1884 w Uściu Zielonym, zm. 1 stycznia 1962 w Skolimowie) – polska aktorka.

## Życiorys
Była córką Ignacego i Marii Buczyńskich, uczestników powstania styczniowego; data urodzenia niepewna. Wyszła za mąż za Mieczysława Kozłowskiego, urzędnika kolejowego, z którym miała syna Jerzego Mieczysława Rytarda, pisarza i dziennikarza.
Jako aktorka debiutowała 23 listopada 1904 w Teatrze Miejskim w Krakowie w roli Heleny w Tęczy S. Krzywoszewskiego. Występowała później w zespołach Teatru Miejskiego we Lwowie (1905–1906), Teatru Polskiego w Poznaniu (1907–1908), teatru w Łodzi (1908–1909), Warszawskich Teatrów Rządowych (1910–1913), Teatru Polskiego w Warszawie (1913–1919), Teatru Bagatela w Krakowie (1919–1924), ponownie w Łodzi (1925–1927), ponownie Teatru Polskiego w Warszawie (1927–1928), Teatru Miejskiego w Bydgoszczy (1928–1929) i jeszcze raz w Łodzi (1929–1930). Po 1930 do wybuchu II wojny światowej rzadziej występowała w teatrze, była natomiast aktywna w Teatrze Polskiego Radia i jako aktorka filmowa. W czasie wojny przez pewien czas występowała w polskim teatrze w Grodnie, później w jawnych teatrach w Warszawie. Po wojnie do 1961 była aktorką Teatru Polskiego w Bielsku-Białej. W 1949 obchodziła jubileusz 40-lecia, a w 1957 – 50-lecia pracy artystycznej. Ostatnie miesiące życia spędziła w Schronisku dla Artystów Weteranów Scen Polskich w Skolimowie.
Była znana jako odtwórczyni ról amantek, w późniejszym okresie kariery ról charakterystycznych. Do najbardziej znanych kreacji można zaliczyć Mirandę w Burzy Szekspira, Wdowę w Balladynie Słowackiego, Szambelanową w Panu Jowialskim Fredry, Panią Dulską w Moralności pani Dulskiej Zapolskiej. Pochowana na cmentarzu Powązkowskim (kwatera 284 wprost-4-23).